# ليكار راموس كونشا
ليكار راموس كونشا (بالإسبانية: Likar Ramos Concha) (مواليد 8 سبتمبر 1985) هو ملاكم كولومبي، مثّل بلاده في الألعاب الأولمبية الصيفية 2004.

## روابط خارجية
ليكار راموس كونشا على موقع بوكس ريك (الإنجليزية) (registration required)
- ليكار راموس كونشا على موقع أوليمبيديا (الإنجليزية)